# Беннетт-Спрінгс (Невада)
Беннетт-Спрінгс (англ. Bennett Springs) — переписна місцевість (CDP) в США, в окрузі Лінкольн штату Невада. Населення — 158 осіб (2020).

## Географія
Беннетт-Спрінгс розташований за координатами 37°43′17″ пн. ш. 114°29′5″ зх. д. / 37.72139° пн. ш. 114.48472° зх. д. (37.721313, -114.484768).  За даними Бюро перепису населення США в 2010 році переписна місцевість мала площу 30,71 км², уся площа — суходіл. В 2017 році площа становила 17,79 км², уся площа — суходіл.

## Демографія
Згідно з переписом 2010 року, у переписній місцевості мешкали 132 особи в 59 домогосподарствах у складі 41 родини. Густота населення становила 4 особи/км².  Було 69 помешкань (2/км²).
Расовий склад населення:
| - 99,2 % — білих - 0,8 % — корінних американців |

До двох чи більше рас належало 0,0 %. Частка іспаномовних становила 0,8 % від усіх жителів.
За віковим діапазоном населення розподілялося таким чином: 20,5 % — особи молодші 18 років, 56,8 % — особи у віці 18—64 років, 22,7 % — особи у віці 65 років та старші. Медіана віку мешканця становила 53,3 року. На 100 осіб жіночої статі у переписній місцевості припадало 103,1 чоловіків;  на 100 жінок у віці від 18 років та старших — 110,0 чоловіків також старших 18 років.
Цивільне працевлаштоване населення становило 53 особи. Основні галузі зайнятості: науковці, спеціалісти, менеджери — 50,9 %, фінанси, страхування та нерухомість — 34,0 %, публічна адміністрація — 15,1 %.